# Pterisanthes gladiata
Pterisanthes gladiata är en vinväxtart som beskrevs av Van Steenis. Pterisanthes gladiata ingår i släktet Pterisanthes och familjen vinväxter. Inga underarter finns listade i Catalogue of Life.